# Chicagói Szimfonikus Zenekar
A Chicagói Szimfonikus Zenekar (CSO) 1891-ben Theodore Thomas által alapított együttes, egyike az Egyesült Államok legrégebbi szimfonikus zenekarainak a New York-i Filharmonikusok, a Bostoni Szimfonikusok és a Saint Louis-i Szimfonikus Zenekar mellett. Chicago zenei komplexumában, a Symphony Centerben adja évi rendes koncertjeit, 1936 óta pedig a minden nyáron megrendezett Ravinia Fesztivál állandó zenekara. Az együttes az USA öt legjelentősebb zenekara, a "Big Five" néven említettek és egyúttal a világ élvonalbeli zenekarai közé tartozik. A zenekar működését az 1891-ben született Chicago Symphony Orchestra Association igazgatja, hatalmas könyvtárral, 1990 óta pedig jelentős archívummal - Rosenthal Archives - bír.
A Charles Norman Fay, chicagói üzletember kezdeményezésére alapított szimfonikus zenekar első vezetője az USA neves karmestere, Theodore Thomas tizenhároméven át, haláláig irányította az együttest. Kezdetben Chicago Orchestra néven léptek fel, majd az alapítókarmester halála után felvették a Theodore Thomas Orchestra nevet, ezt követően 1913-ban kapta jelenlegi nevét, Chicago Symphony Orchestra. 1904-ben Daniel H. Burnham építész tervei alapján megépült a máig otthonul szolgáló hatalmas koncerttermük, azaz az Orchestra Hall, mely épületének homlokzatán ma is a Theodore Thomas Orchestra felirat látható. Az épület jelenleg a chicagói Symphony Center komplexumának része.
1919-ben hozták létre a fiatal zenészeket a zenekari életre felkészítő, az utánpótlást biztosító zenekarukat Civic Orchestra of Chicago néven, mely mind a mai napig működik az együttes mellett, valamint 1957-ben megszületett a Chicagói Szimfonikus Kórus is, melynek szintén a Symphony Center lett az otthona.
Az USA élvonalbeli együttese alapításától 80 éven át nem játszott Észak-Amerikán kívül, a nemzetközi hírnevét emelendő Solti György 1971-ben európai turnéra vitte el a CSO-t, tíz ország hallgatósága élvezhette, az európai kritikusok magasra értékelték a koncerteket.
A világ élvonalába tartozó zenekar felvételeit több mint 60 Grammy-díjjal jutalmazták, Reiner Frigyesnek a zenekarral készített felvételei fémjelzik az első elnyert Grammy-díjat.

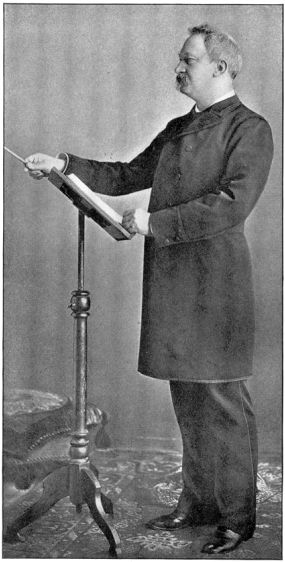
Theodore Thomas, a zenekar alapítója és első karmestere

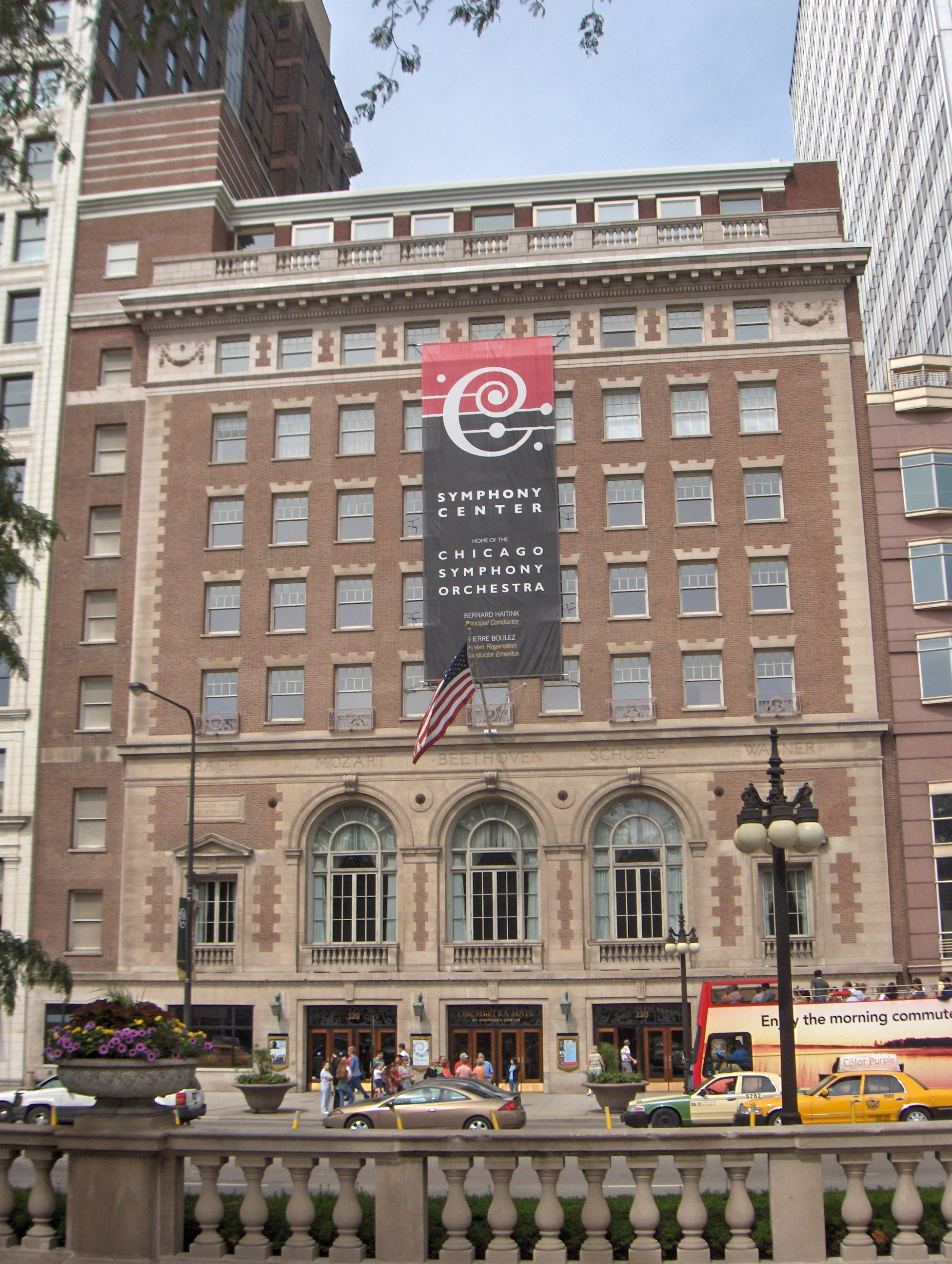
Chicago Orchestra Hall a zenekar otthona

## Zenekar vezetői
- Theodore Thomas (1891–1905)
- Frederick Stock (1905–1942)
- Désiré Defauw(wd) (1943–1947)
- Artur Rodziński(wd) (1947–1948)
- Rafael Kubelík(wd) (1950–1953)
- Reiner Frigyes (1953–1962; 1962–1963)
- Jean Martinon(wd) (1963–1968)
- Irwin Hoffman(wd) (1968–1969)
- Sir Solti György (1969–1991)
- Daniel Barenboim (1991–2006)
- Bernard Haitink (2006–2010) vezető karmester
- Riccardo Muti (2010–)

## További információ
- Hivatalos weboldal
- Experience CSO
- Chicago Symphony Orchestra Sounds and Stories
- From the Archives blog
- Chicago Symphony Chorus website
- Silk Road website
- Interviews with Sir Georg Solti by Bruce Duffie, May & October, 1988
- Interview with Margaret Hillis, founder of the Chicago Symphony Chorus, by Bruce Duffie, July, 1986
- Chicago Symphony Orchestra "From The Archives" Marathon/Radiothon/Symphonython index Archiválva 2020. július 5-i dátummal a Wayback Machine-ben